# Подол (Калязинский район)
Подол — деревня в Калязинском районе Тверской области. Входит в состав Нерльского сельского поселения.

## География
Находится в юго-восточной части Тверской области на расстоянии приблизительно 41 км на юг-юго-восток по прямой от районного центра города Калязин.

## История
Была отмечена на карте 1825 года. В 1859 году здесь (тогда деревня Калязинского уезда Тверской губернии) было учтено 60 дворов и фабрика, в 1940—123.

## Население
Численность населения: 584 человека (1859 год), 36 (русские 94 %) в 2002 году, 23 в 2010.